# Riñón

1. Aparato urinario humano: 2. Riñón, 3. Pelvis renal, 4. Uréter, 5. Vejiga urinaria, 6. Uretra, 7. Glándula suprarrenal 8. Arteria y venas renales, 9. Vena cava inferior, 10. Aorta abdominal, 11. Arteria ilíaca común y vena ilíaca común, 12. Hígado, 13. Intestino grueso, 14. Pelvis.

Los riñones son los órganos principales del aparato urinario humano. Se encargan de la excreción de sustancias de desecho a través de la orina y cuentan con otras funciones muy importantes, entre ellas la regulación del equilibrio del medio interno del organismo (homeostasis), controlando el volumen de los líquidos extracelulares, la osmolaridad del plasma sanguíneo, el balance de electrolitos y el pH del medio interno. Además el riñón fabrica hormonas como la eritropoyetina que regula la producción de glóbulos rojos de la sangre y la renina que regula la presión arterial.
 Los riñones son órganos pares con forma de poroto, habichuela o frijol. En los seres humanos se ubican en la parte posterior del abdomen a ambos lados de la columna vertebral; cada riñón mide unos 12 cm de largo y 6 de ancho y pesa entre 125 y 150 gramos en un adulto promedio. La ausencia de riñones o su falta de funcionamiento es incompatible con la vida, por ello los enfermos con insuficiencia renal grave precisan la utilización de procedimientos de diálisis (riñón artificial) o un trasplante de riñón para continuar con vida.

## Anatomía
Los riñones en el ser humano están situados en la parte posterior del abdomen. Hay dos, uno a cada lado de la columna vertebral. El riñón derecho descansa detrás del hígado y el izquierdo debajo del diafragma y adyacente al bazo, separados de estos órganos por el peritoneo parietal posterior. Sobre cada riñón hay una glándula suprarrenal. La asimetría dentro de la cavidad abdominal causada por el hígado da lugar a que el riñón derecho esté ligeramente más bajo que el izquierdo. Los riñones están situados detrás del peritoneo, en el retroperitoneo, se ubican entre la última vértebra torácica y las tres primeras vértebras lumbares (de T12 a L3). Los polos superiores de los riñones están protegidos, parcialmente, por las costillas 11 y 12. Cada riñón está rodeado por dos capas de grasa (perirrenal y pararrenal) que ayudan a protegerlos.

### Organización
El peso de cada riñón humano es aproximadamente 150 gramos. Tienen un lado cóncavo y otro convexo. En la porción cóncava que mira hacia adentro hay una región central llamada hilio por la cual entra en el riñón la arteria renal y sale la vena renal y el uréter.
En el riñón humano pueden distinguirse dos áreas diferenciadas, una zona externa de color más claro que se llama corteza y otra interna que recibe el nombre de médula renal. La médula renal contiene entre 8 y 18 estructuras de forma cónica que se llaman pirámides renales. En el vértice de cada pirámide se encuentra la papila renal muy próxima al hilio. Del hilio renal parte el uréter por el cual la orina transita hasta la vejiga urinaria desde donde se vierte al exterior a través de la uretra.

### Suministro de sangre
Cada riñón recibe su flujo de sangre de una de las dos arterias renales que parten desde la aorta abdominal. La irrigación sanguínea de los dos riñones en condiciones normales corresponde aproximadamente al 22 % del gasto cardíaco, el suministro de sangre a los riñones está íntimamente ligado a la presión arterial. 
Al entrar en el hilio del riñón, la arteria renal se divide en arterias segmentarias que se ramifican en arterias interlobulares más pequeñas situadas entre las papilas renales que dan lugar a las arterias arciformes, que transcurren a lo largo del límite entre la médula y la corteza renal. Las arterias arciformes emiten ramas más pequeñas llamadas arterias corticales radiales o arterias interlobulillares. Las ramificaciones de estas arterias corticales son las arteriolas aferentes que forman los capilares glomerulares que drenan en las arteriolas eferentes. Las arteriolas eferentes se dividen en los  capilares peritubulares que proporcionan sangre a la corteza y los vasa recta que son capilares que aportan la sangre a la médula renal. El retorno venoso sigue un camino inverso al arterial a través de las venas interlobulillares, venas arciformes y venas interlobulares que finalmente drenan en la vena renal.

## Histología

### Corteza renal
Es la parte externa del riñón y tiene aproximadamente 1 cm de grosor, de coloración rojo parduzca y fácilmente distinguible al corte de la parte interna o medular. Forma un arco de tejido situado inmediatamente bajo la cápsula renal.  La corteza renal contiene el 75 % de los glomérulos y los túbulos proximales y distales. Recibe el 90 % del flujo sanguíneo renal y su principal función es la filtración, la reabsorción y la secreción.

### Médula renal
La médula renal está compuesta por entre 8 y 18 formaciones cónicas que reciben el nombre de pirámides renales o pirámides de Malpighi. La amplia base de cada pirámide hace frente a la corteza renal, y su ápice, o papila, apunta internamente, descargando en el cáliz menor, el cual a modo de embudo confluye en la pelvis renal. Las pirámides parecen rayadas porque están formadas por segmentos paralelos rectos de túbulos renales. Entre una pirámide renal y otra se encuentran las columnas renales, estructuras que están compuestas por el mismo tejido que la corteza renal, sin embargo por su situación se consideran parte de la médula.

### Nefrona

Corpúsculo renal en el que puede observarse en rojo el glomérulo renal rodeado por la cápsula de Bowman. En el corpúsculo renal tiene lugar el primer paso en la filtración de sangre y la generación de orina.

Nefrona, unidad básica del riñón con sus diferentes partes: 1. Glomérulo renal, 2. Arteriola eferente, 3. Cápsula de Bowman, 4. Túbulo proximal, 5. Conducto colector cortical, 6. Túbulo contorneado distal, 7. Asa de Henle, 8. Conducto papilar, 9. Capilares peritubulares, 10. Venas arciformes del riñón, 11. Arterias arcuatas, 12. Arteriola aferente, 13. Aparato yuxtaglomerular.

A nivel microscópico, el riñón está formado por entre 800 000 y 1 000 000 de unidades funcionales, que reciben el nombre de nefronas. Es en la nefrona donde se produce realmente la filtración del plasma sanguíneo y la formación de la orina; la nefrona es la unidad básica constituyente del órgano renal. En cada riñón existen 250 conductos colectores, cada uno de los cuales recoge la orina de 4000 nefronas.
La estructura de la nefrona es compleja, se compone de un corpúsculo renal en comunicación con un túbulo renal. El corpúsculo renal es una estructura esferoidal, constituida por la cápsula de Bowman y el ovillo capilar contenido en su interior o glomérulo. El túbulo donde se vierte el filtrado glomerular se divide en tres partes: túbulo contorneado proximal, asa de Henle y túbulo contorneado distal.
La función de la nefrona está dividida en tres pasos fundamentales:
- Filtración: Es el primer paso en la producción de orina, consiste en que el agua acompañada por muchas de las sustancias presentes en la sangre atraviesan la luz de los capilares del glomérulo renal, y los podocitos que los rodean, para entrar en la cápsula de Bowman y el túbulo renal. El volumen de filtrado diario es de alrededor de 180 litros, sin embargo el 99 % de este líquido es reabsorbido posteriormente y pasa de nuevo a la sangre. El proceso de filtración es selectivo, de tal forma que las proteínas de peso molecular medio y alto quedan retenidas en la sangre, mientras que el agua y los electrolitos pasan fácilmente, de tal forma que se encuentran en el túbulo contorneado proximal a una concentración similar a la de la sangre antes de que se inicie la reabsorción.[1]

- Reabsorción tubular: Es el proceso por el cual la mayor parte del agua y muchas de las sustancias disueltas de importancia para el organismo, son reincorporadas a la sangre. Tiene lugar principalmente en los túbulos contorneados proximales, pero también en el asa de Henle y en los túbulos contorneados distales.

- Secreción: Es lo contrario a la reabsorción; en esta etapa algunos componentes sanguíneos son eliminados por secreción activa de las células de los túbulos renales. Secreción no es sinónimo de excreción; en la secreción se eliminan activamente sustancias a la luz del túbulo. Mediante un mecanismo de secreción se eliminan, por ejemplo, iones hidrógeno H+, lo que contribuye a mantener el pH de la sangre en niveles adecuados. También se elimina por secreción amonio (NH4+) y algunos fármacos.

### Aparato yuxtaglomerular
El aparato yuxtaglomerular es una pequeña estructura que se encuentra situada en cada una de las nefronas entre la arteriola aferente y eferente, junto al túbulo contorneado distal. Está formado por las células yuxtaglomerulares que segregan renina, las células de la mácula densa y las células de Goormaghtigh o células mesangiales extraglomerulares.

### Sistema de conductos colectores
El filtrado glomerular fluye desde el túbulo contorneado distal de la nefrona al sistema de conductos colectores del riñón. Cada tubo colector recibe como afluentes los túbulos contorneados distales de las nefronas próximas. Los tubos colectores se agrupan entre ellos dando origen a conductos cada vez más gruesos que finalmente desembocan en la papila renal, donde pasan a llamarse conductos de Bellini o conductos papilares. En los conductos colectores actúa la hormona antidiurética aumentando la permeabilidad al agua y facilitando su reabsorción, concentrando la orina cuando es necesario.

## Fisiología renal

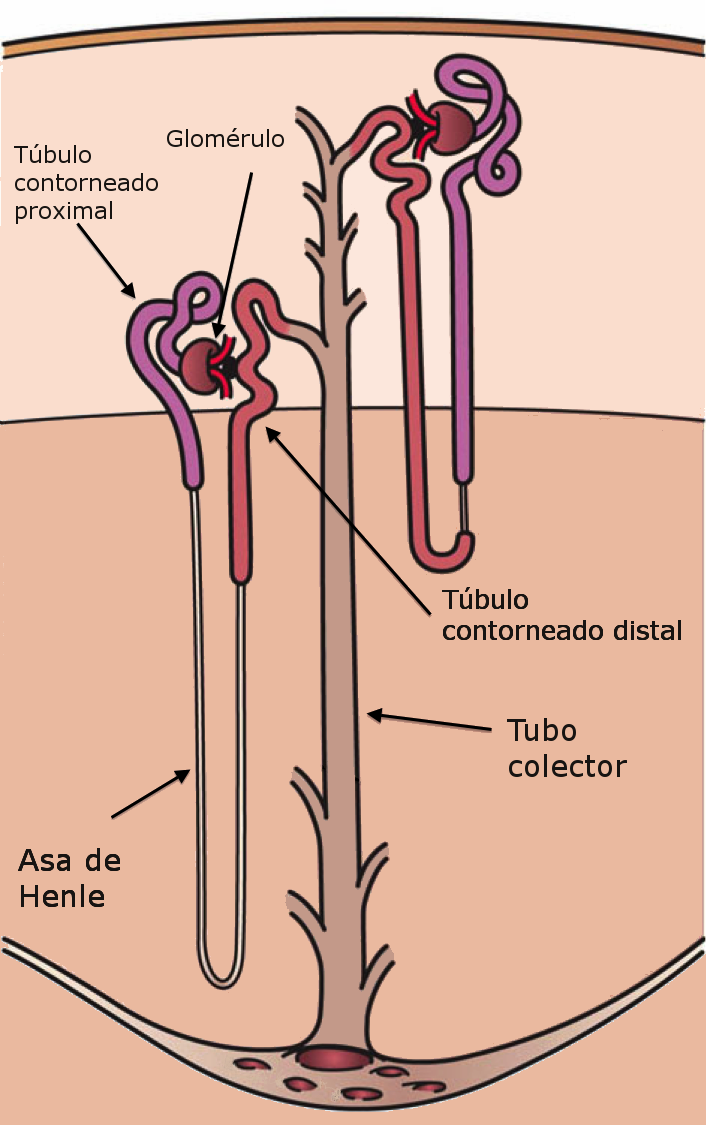
Esquema de la corteza y médula renal. El filtrado glomerular circula a través de los túbulos renales y drena en los tubos colectores, concentrándose de forma progresiva gracias al fenómeno de reabsorción.

Los riñones filtran la sangre del aparato circulatorio y eliminan mediante la orina los residuos metabólicos del organismo, entre ellos urea, ácido úrico, creatinina, potasio y fósforo. La producción de orín tiene lugar a través de un sistema complejo que incluye mecanismos de filtración, reabsorción y secreción. Diariamente los riñones producen unos 180 litros de filtrado glomerular que se concentran en únicamente 1 o 2 litros de orina. El orín baja continuamente desde el riñón a través de los uréteres hasta la vejiga urinaria, donde se almacena hasta el momento de su expulsión al exterior a través de la uretra.

### Funciones del riñón
- Excretar sustancias de desecho a través de la orina. La principal función del riñón es la producción de orina, a través de la cual el organismo elimina sustancias de desecho producto de reacciones metabólicas del organismo. Algunas de las sustancias eliminadas mediante el orín son la urea y el amoníaco producto de la desaminación de los aminoácidos, el ácido úrico procedente de la metabolización de los ácidos nucleicos y la creatinina que procede de la fosfocreatina presente en las fibras musculares.[1]
- Regular la homeostasis del cuerpo.
  - Regular el volumen plasmático.  Los riñones tienen la capacidad de mantener el volumen plasmático dentro de unos límites deseables, controlando la concentración de la orina, ahorrando agua cuando es necesario y evitando la deshidratación.[1]
  - Regular la composición iónica de la sangre. Los riñones son capaces de aumentar o disminuir la eliminación de diversos iones a través de la orina, entre ellos el potasio (K+), sodio  (Na+), cloro (Cl-), calcio (Ca+), y fosfato (HPO4--). Esta regulación es de gran importancia, pequeñas elevaciones o disminuciones en los niveles de potasio en sangre, por ejemplo, pueden causar trastornos graves en la función del corazón.[1]
  - Mantener la osmolaridad de la sangre. El riñón regula la pérdida de agua y la concentración de iones en sangre, manteniendo de esta forma una osmolaridad constante de la sangre en valores de alrededor de 300 miliosmoles por litro. En presencia de la hormona antidiurética (ADH; también llamada vasopresina), los conductos colectores del riñón se vuelven permeables al agua y facilitan su reabsorción, concentrando así la orina y reduciendo su volumen. Inversamente, cuando el organismo debe eliminar exceso de agua, por ejemplo después de beber líquido en exceso, la producción de hormona antidiurética disminuye y el conducto colector se vuelve menos permeable al agua, haciendo al orín diluido y abundante. La incapacidad del organismo para reducir la producción de hormona antidiurética apropiadamente, una condición conocida como síndrome de secreción inadecuada de la hormona antidiurética (SIADH), provoca retención de agua y una dilución peligrosa de los fluidos corporales. El déficit de producción de hormona antidiurética, o la incapacidad de los conductos colectores en responder a ella, provoca diabetes insípida que cursa con excesiva cantidad de orina y tendencia a la deshidratación.
  - Regula la presión arterial. El riñón juega un papel muy importante en mantener estable la presión arterial mediante la secreción de la hormona renina que eleva la presión arterial cuando es necesario.
  - Regulación del equilibro ácido-básico. El riñón mantiene estable el pH de la sangre mediante un mecanismo por el cual elimina cantidades variables de iones hidrógeno (H +) a través de la orina, conservando por el contrario los iones bicarbonato (HCO3-).[1]

- Secretar hormonas.

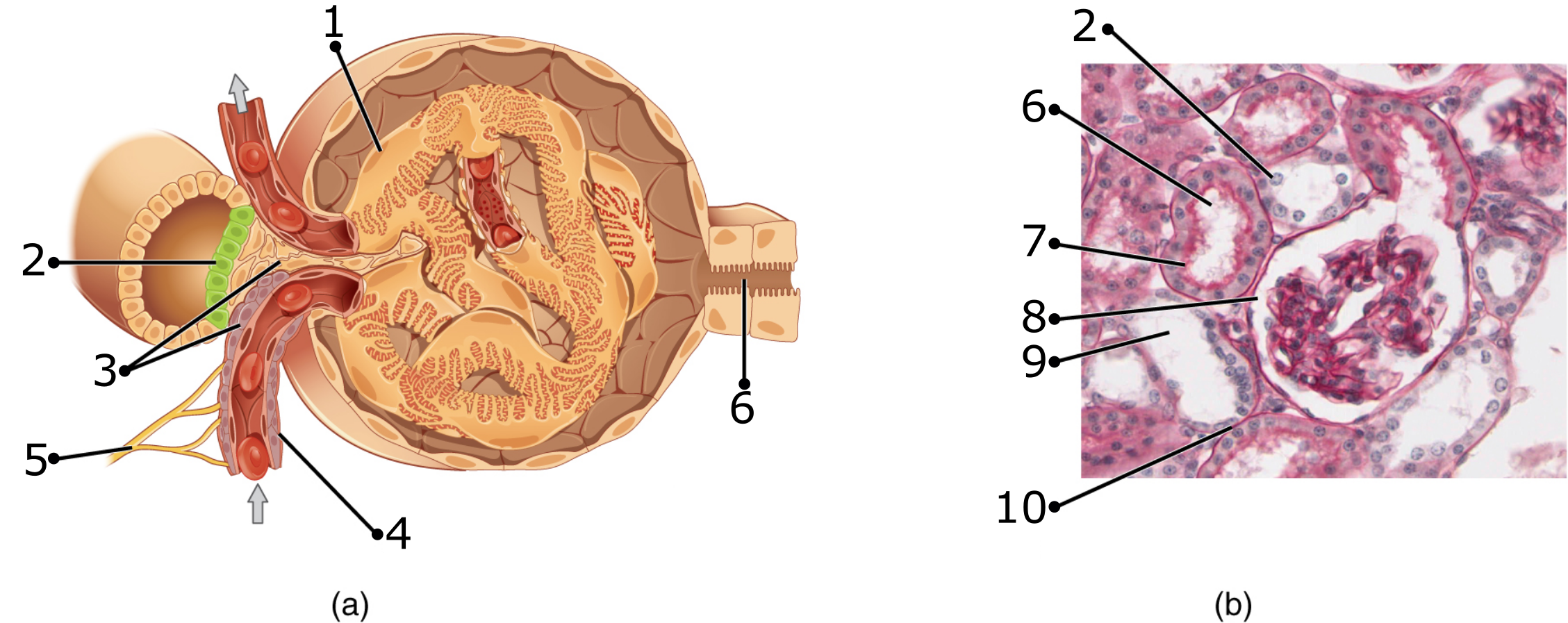
Las células yuxtaglomerulares del riñón, etiquetadas con un 3 en la imagen, son las productoras de renina.

  - Eritropoyetina, que estimula la producción de glóbulos rojos por la médula ósea.
  - Renina, que regula la presión arterial. Cuando el aparato yuxtaglomerular detecta que hay bajo flujo plasmático renal o hipoxia, los riñones liberan renina para activar el sistema renina-angiotensina-aldosterona que genera vasoconstricción periférica que aumentan la presión arterial, garantizando, en teoría, un mayor flujo renal.[9]
  - En el riñón la vitamina D se transforma en la forma activa o calcitriol, imprescindible para mantener el calcio en los huesos.
  - Calicreína.
- Función metabólica.
  - Gluconeogénesis. Consiste en la síntesis de glucosa a partir de aminoácidos y otros precursores durante el ayuno prolongado. El 90 % de la gluconeogénesis tiene lugar en el hígado y solo el 10 % en el riñón.

## Enfermedades que afectan los riñones
Casi todas las enfermedades del riñón actúan sobre las nefronas y les hacen perder su capacidad de filtración, proceso denominado insuficiencia renal. La insuficiencia renal puede suceder rápidamente, a menudo como resultado de un traumatismo de riñón o intoxicación, pero casi todas las patologías del riñón destruyen las nefronas lenta y silenciosamente, provocando insuficiencia renal crónica que se agrava progresivamente durante años o décadas. Las dos causas más comunes de insuficiencia renal crónica son la diabetes y la hipertensión.  Las especialidades médicas que estudian los riñones y las enfermedades que le afectan son la nefrología y la urología.

### Listado de enfermedades renales

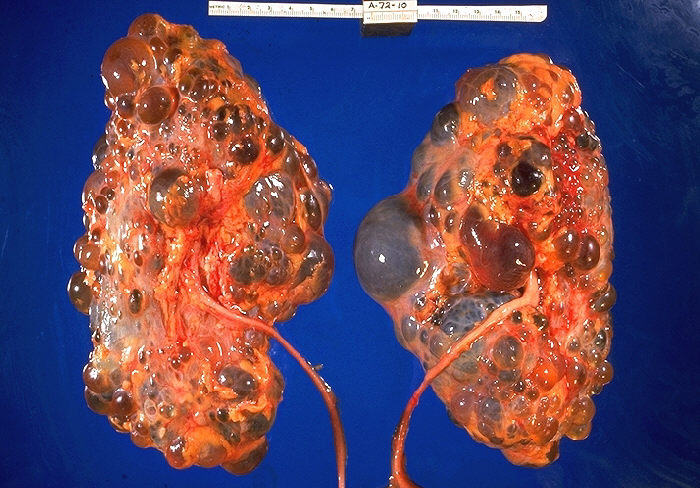
El riñón poliquístico es una enfermedad hereditaria que afecta al funcionamiento de este órgano y provoca insuficiencia renal.

- Acidosis tubular renal. Se debe a una alteración en los túbulos renales que causa acidosis metabólica.
- Agenesia renal, consiste en la ausencia de riñón desde el nacimiento. Puede ser unilateral o bilateral.
- Cálculo renal. También se llama litiasis renal o nefrolitiasis y consiste en la existencia de un cálculo o piedra en el interior de los riñones o las vías urinarias (uréteres o vejiga). El dolor agudo causado por un cálculo renal se denomina cólico nefrítico.
- Cáncer de riñón. Existen diferentes variedades, la forma más frecuente es el carcinoma renal. El tumor de Wilms es un tipo de cáncer de riñón que se da principalmente en la infancia.
- Glomerulonefritis. Enfermedad que afecta inicialmente a la función del glomérulo renal, existen numerosas variantes, entre ellas la nefropatía por IgA, la glomerulonefritis postestreptocócica y la glomerulonefritis rápidamente progresiva.
- Hidronefrosis. Es una dilatación del sistema colector renal debida a dificultad para la eliminación de la orina, causada por la existencia de un obstáculo mecánico en algún punto del aparato urinario, o una alteración funcional.
- Insuficiencia renal. Es la consecuencia final de muchas enfermedades del riñón.
- Nefropatía diabética. Es la enfermedad del riñón provocada por la diabetes mellitus.
- Nefropatía hipertensiva. La hipertensión arterial puede dañar la función renal.
- Pielonefritis. Infección por bacterias que afecta al riñón y vías urinarias.
- Riñón poliquístico. Enfermedad de origen genético y progresiva que puede dañar gravemente la función renal.[10]
- Síndrome de Alport. Enfermedad de origen genético que afecta al riñón y otros órganos.
- Traumatismo renal. Suele asociarse a un impacto sobre el abdomen.

## El riñón en los animales

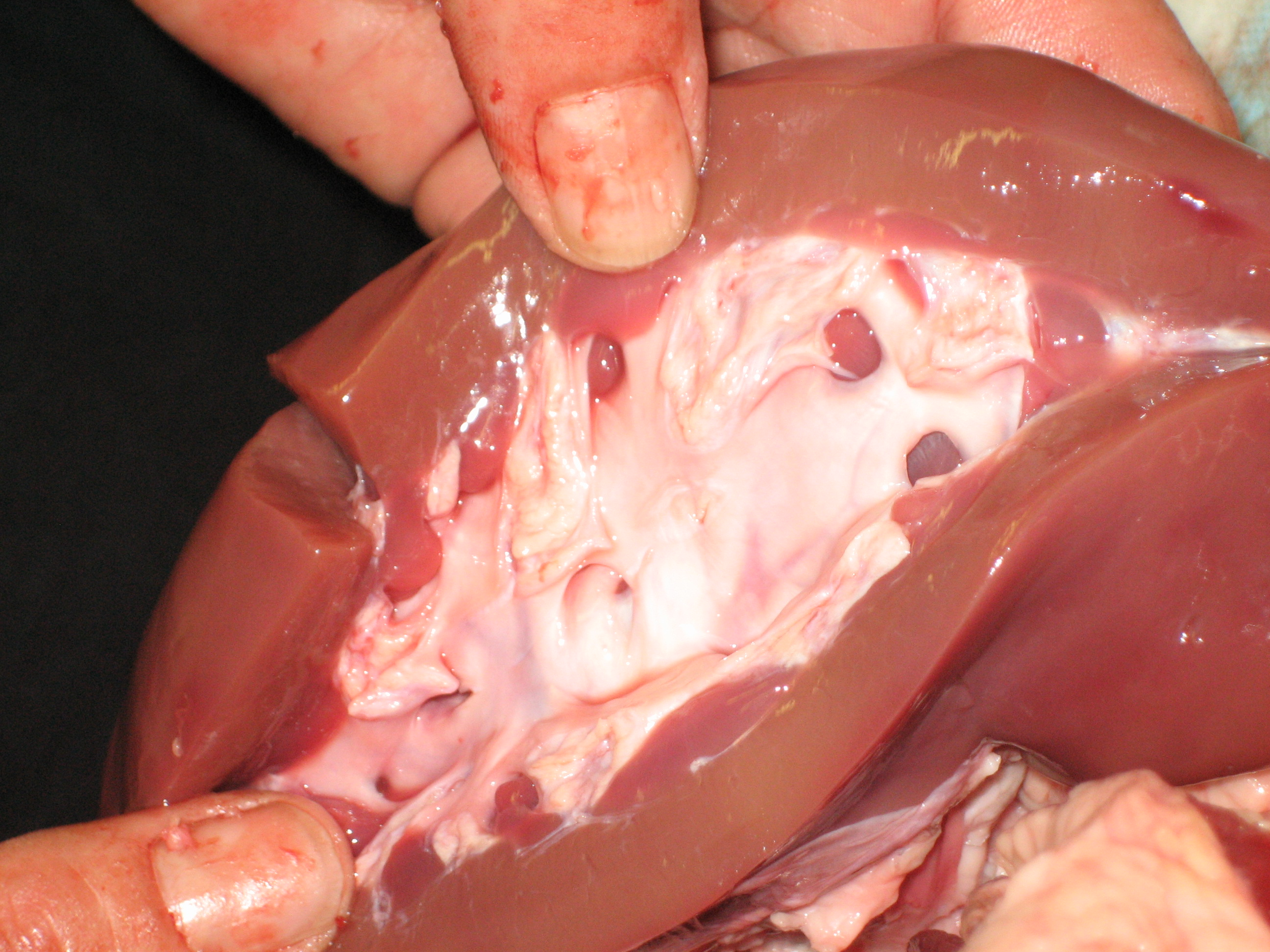
Riñón abierto de un cerdo

### Invertebrados
Los invertebrados pueden poseer órganos excretores que se denominan en ocasiones como «riñones», pero, incluso en Amphioxus, estos nunca son homólogos con los riñones de los vertebrados, y se conocen con mayor precisión por otros nombres, tales como nefridios.

### Vertebrados
En la mayoría de los vertebrados, el riñón primitivo (mesonefros) persiste en el adulto, aunque generalmente fusionado con el metanefros; en los amniotas sin embargo, el mesonefros solo existe en el embrión.

#### Vertebrados primitivos
En los vertebrados más primitivos, el pez bruja y lampreas, el riñón es extraordinariamente sencillo: consiste en una fila de nefronas, cada una de las cuales vacía directamente en el conducto de Wolff.

#### Peces y anfibios
Los riñones de peces y anfibios son típicamente órganos estrechos, alargados, que ocupan una parte importante del tronco. Los conductos colectores de cada grupo de nefronas por lo general desembocan en el conducto de Wolff. Sin embargo, la situación no siempre es tan sencilla; en peces cartilaginosos y algunos anfibios, hay también un conducto más corto, similar al uréter amniote, que drena las partes posterior (metanéfrico) del riñón, y se une con el conducto de Wolff en la vejiga o la cloaca. De hecho, en muchos peces cartilaginosos, la porción anterior del riñón puede degenerar o dejar de funcionar por completo en el adulto.

#### Reptiles
Los riñones de los reptiles consisten en un número de lóbulos dispuestos en un patrón ampliamente lineal. Cada lóbulo contiene una sola rama del uréter en su centro. Los reptiles tienen relativamente pocas nefronas en comparación con otros amniotas de un tamaño similar, posiblemente debido a su menor tasa metabólica.

#### Aves
Las aves tienen riñones alargados, relativamente grandes, cada uno de los cuales se divide en tres o más lóbulos distintos. Los lóbulos se componen de varios lobulillos más pequeños irregularmente dispuestos, cada uno centrado en una rama del uréter. Las aves tienen glomérulos pequeños, pero aproximadamente el doble de nefronas que mamíferos de tamaño similar.

#### Mamíferos
El riñón humano es bastante similar al de otros mamíferos. Las características distintivas del riñón de mamífero, en comparación con la de otros vertebrados, incluyen la presencia de pelvis renal, pirámides renales, y una corteza renal claramente distinguible de la médula. Esta última característica se debe a la presencia de asas alargadas de Henle; éstas son mucho más cortas en las aves, y no realmente presente en otros vertebrados. Solamente en los mamíferos el riñón adquiere su clásica forma de habichuela, aunque hay algunas excepciones, como los riñones multilobulados de pinnípedos  y cetáceos.

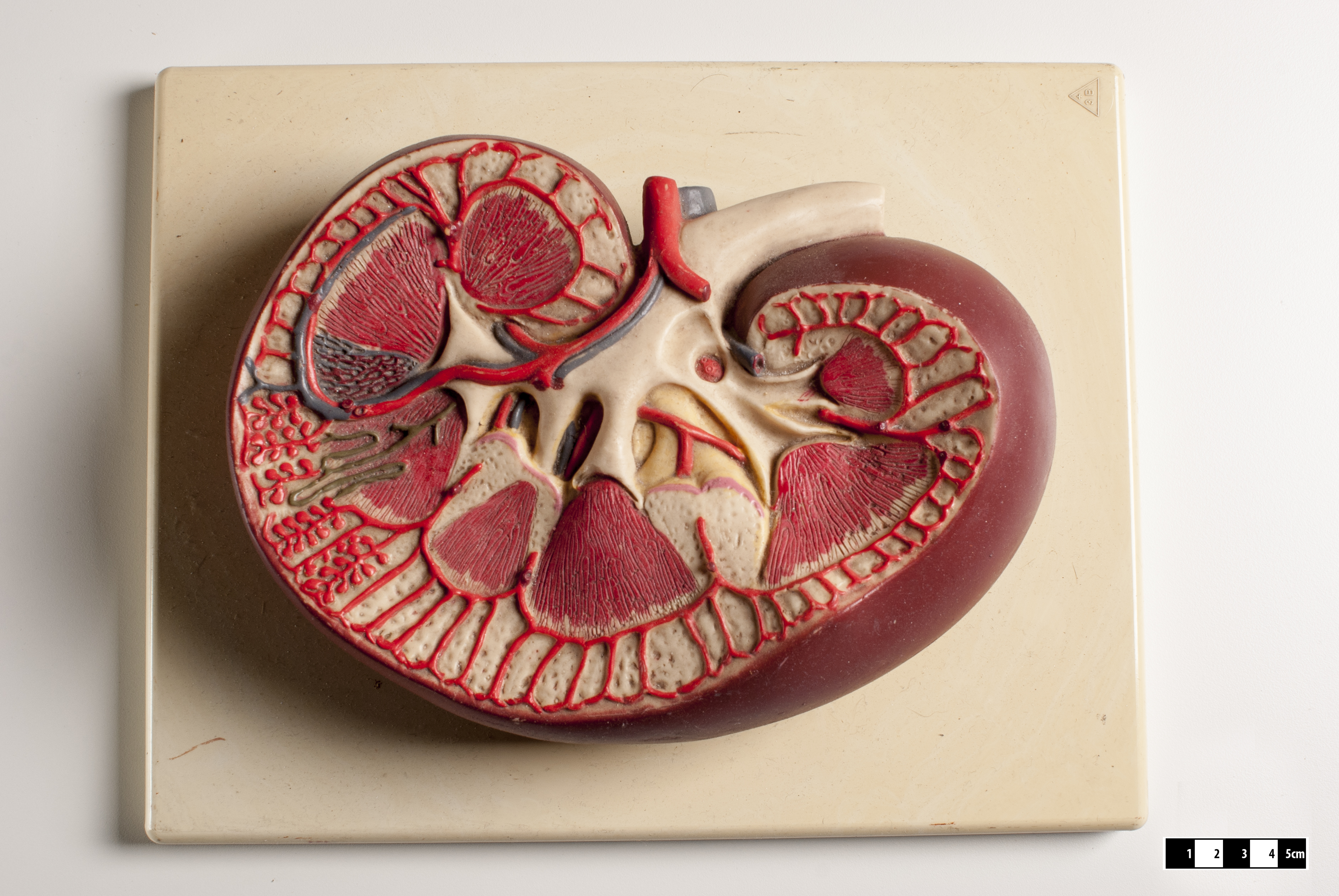
Modelo didáctico de un riñón de mamífero.
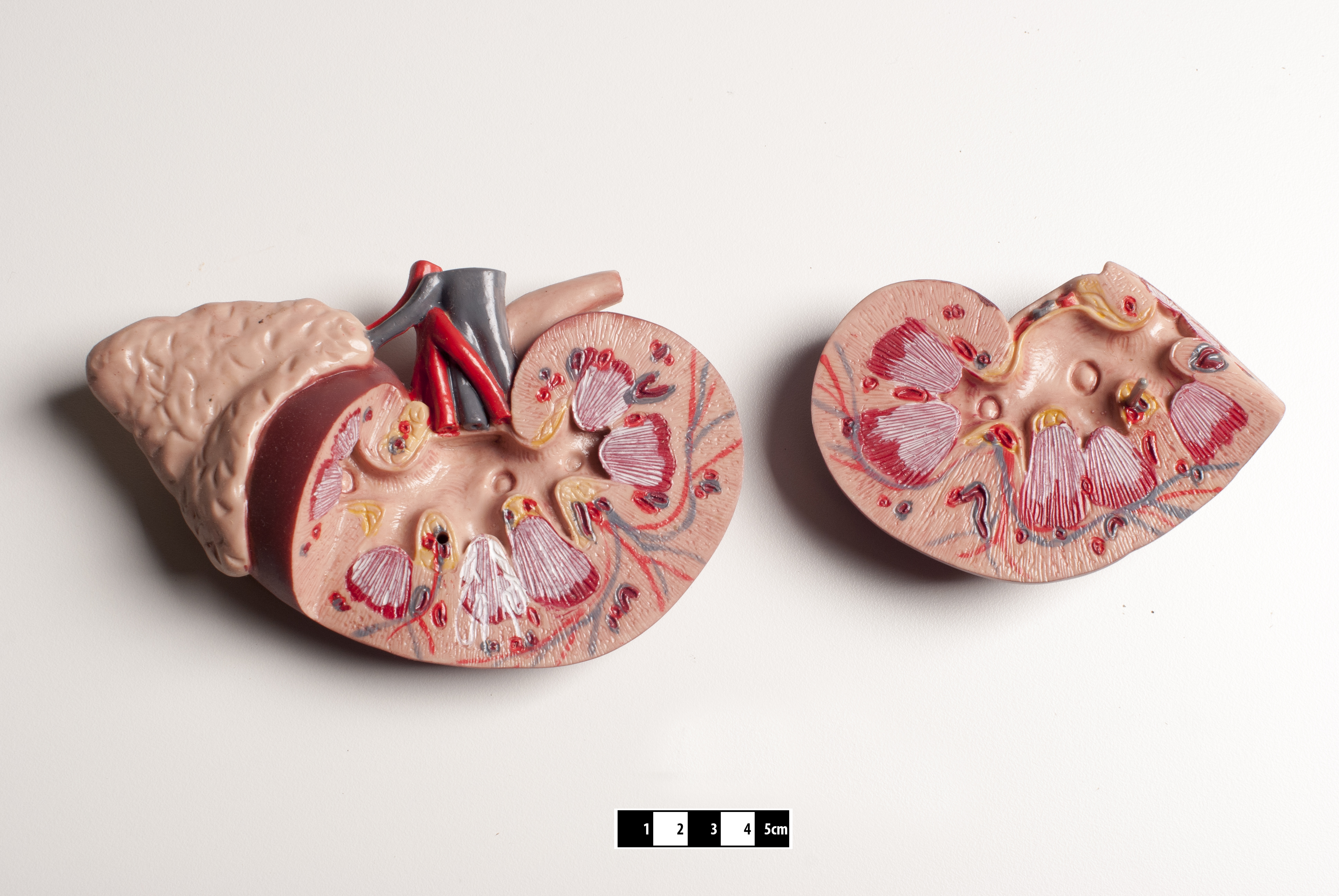
Modelo didáctico de un riñón de mamífero y glándula suprarrenal.
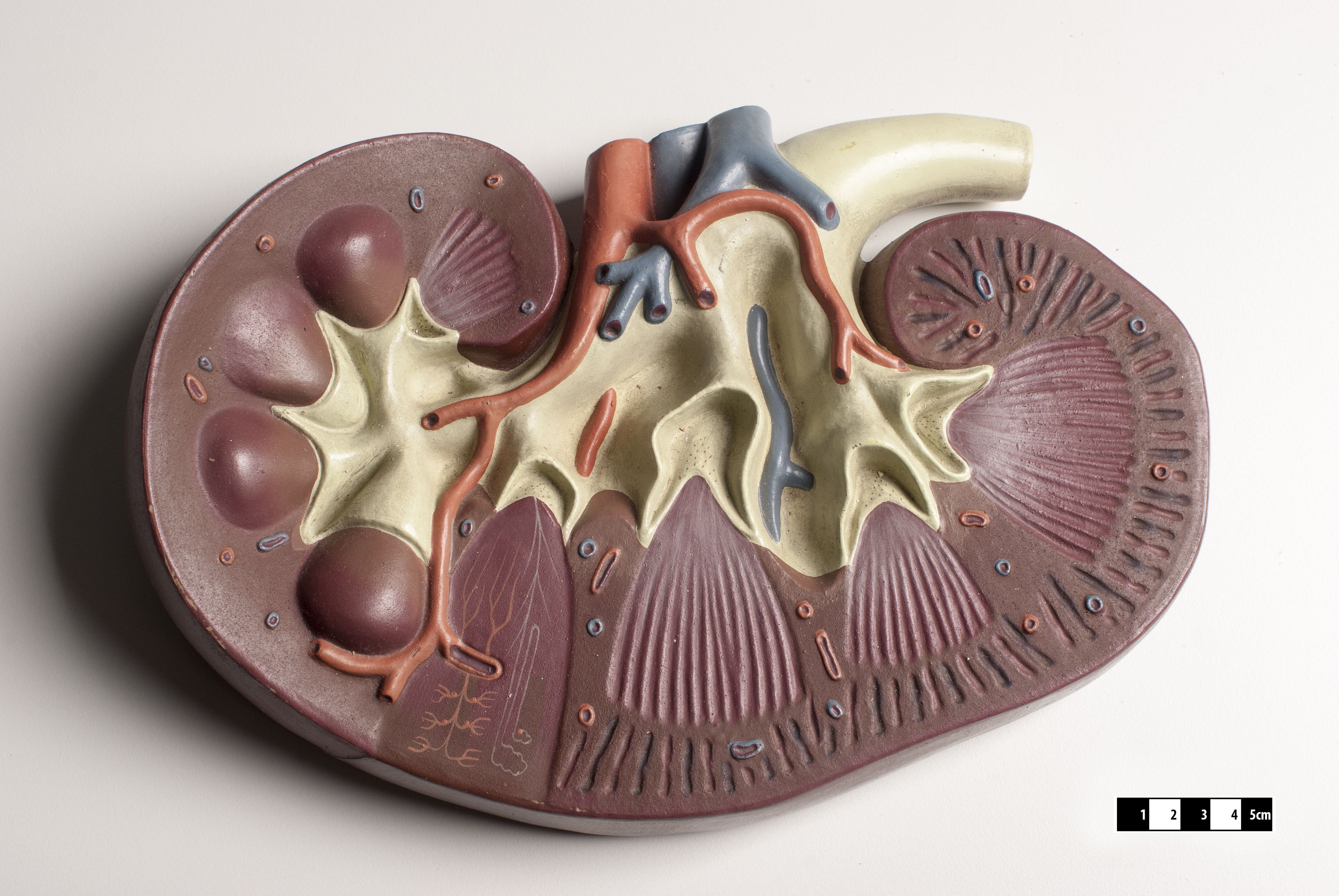
Modelo didáctico de un riñón de mamífero.